# Maha Maamoun
Maha Maamoun (California, 1972) è un'artista statunitense.

## Biografia
È cresciuta a Il Cairo in Egitto, dove tuttora vive e lavora.

## Attività
Maha Maamoun è nata in California, i suoi lavori sono stati esposti in biennali e mostre tra cui: Past of the Coming Days - Sharjah Biennial 9 (2009); PhotoCairo 4 - Contemporary Image Collective (2008); Global Cities - Tate Modern (2007), C on Cities – 10ª Biennale d'Architettura di Venezia (2006); Snap Judgments – ICP (2006); 6th Biennial of Contemporary African art DAK'ART, (2004); 5ª Biennale di Fotografia Africana – Bamako (2003). Maamoun è stata co-curatrice di PhotoCairo3 - un festival internazionale di fotografia e video a Il Cairo (2005), e assistente curatore per Meeting Points 5 – un festival internazionale e multidisciplinale d'arte (2007).
Maamoun è uno dei membri fondatori del CIC: Contemporary Image Collective. uno spazio per l'arte contemporanea e la cultura nella città de Il Cairo.

## Tematiche
Maamoun lavora principalmente con i mezzi della fotografia e video, spesso parte da rappresentazioni visive generiche del Cairo per esplorare come queste si intersecano tra loro e sono negoziate da esperienze personali.

## Mostre
- 2004 - The Apartment. Collaborative project between Egyptian and Swiss artists
- 2003 - PhotoCairo2, Townhouse Gallery, Il Cairo
- 2003 - Rencontres de la Photographie Africaine de Bamako. Bamako
- 2003 - Side Effects, Commission for public transport buses, Il Cairo
- 2002 - The Creative Woman. Palace of Arts, Cairo Opera House, Il Cairo
- 2002 - 4th Nile Salon for Photography, Palace of Arts, Cairo Opera House, Il Cairo
- 2002 - World Congress on Middle Eastern Studies (WOCMES), University of Mainz, Mainz
- 1994 - Sony Gallery, American University in Cairo (AUC).[2]

## Pubblicazioni
- Abu ElDahab, Mai, Ed.  Wasla Contemporary Art Workshop, Wasla: Cairo, 2003.
- Azimi, Negar. Catalog for Rencontres de la Photographie Africaine de Bamako, 2003.
- Ramadan, Dina, "Remote Connection: Wasla Contemporary Art Workshop" Nka: Journal of Contemporary African Art, 2003.
- Ramadan, Dina, “Art in the Midst of War”, Cairo Times, volume 7, issue 6, 2003[2]